# Murrithia cordata
Murrithia cordata är en flockblommig växtart som beskrevs av Heinrich Zollinger och Alexandre Moritzi. Murrithia cordata ingår i släktet Murrithia och familjen flockblommiga växter. Inga underarter finns listade i Catalogue of Life.